# تيرون ديل بينو
تيرون غوستافو ديل بينو راموس (بالإسبانية: Tyronne Gustavo del Pino Ramos) (مواليد 27 يناير 1991 - لاس بالماس دي غران كناريا ، إسبانيا) لاعب كرة قدم إسباني ، يلعب في مراكز خط الوسط الهجومي الجناحين الأيمن والأيسر، ويلعب حاليًا لنادي لاس بالماس الإسباني.

## روابط خارجية
- تيرون ديل بينو على موقع قاعدة بيانات كرة القدم.إي يو (الإنجليزية)
- تيرون ديل بينو على موقع Soccerbase.com (لاعب) (الإنجليزية)
- تيرون ديل بينو على موقع Soccerway.com (الإنجليزية)
- تيرون ديل بينو على موقع عالم كرة القدم.نت (الإنجليزية)
- تيرون ديل بينو على موقع AS.com (الإسبانية)